# Kantstraße (Weimar)
In der Weimarer Südstadt wurde die Kantstraße am 25. April 1946 nach dem Philosophen Immanuel Kant benannt. Zuvor hieß die Straße Johann-Albrecht-Straße. Sie wurde am 29. Juli 1907 nach Herzog Johann Albrecht von Mecklenburg-Schwerin (1857–1920) benannt. Es ist eine Anliegerstraße, welche ausgehend von der Freiherr-von Stein-Allee an der Belvederer Allee endet und in ihrer Mitte von der Haeckelstraße gekreuzt wird.
Einige Villen der Kantstraße im Reformstil stehen auf der Liste der Kulturdenkmale in Weimar (Einzeldenkmale). Die gesamte Kantstraße ist zudem auf der Liste der Kulturdenkmale in Weimar (Sachgesamtheiten und Ensembles) aufgeführt. Einige in der Kantstraße befindliche Villen entstanden unter der Bauträgerschaft der Weimarischen Villenbau- und Terraingesellschaft.
Der Dramatiker Otto Erler (1872–1943) wohnte ein paar Jahre in der Kantstraße 15.

Architektur in der Kantstraße (Auswahl)
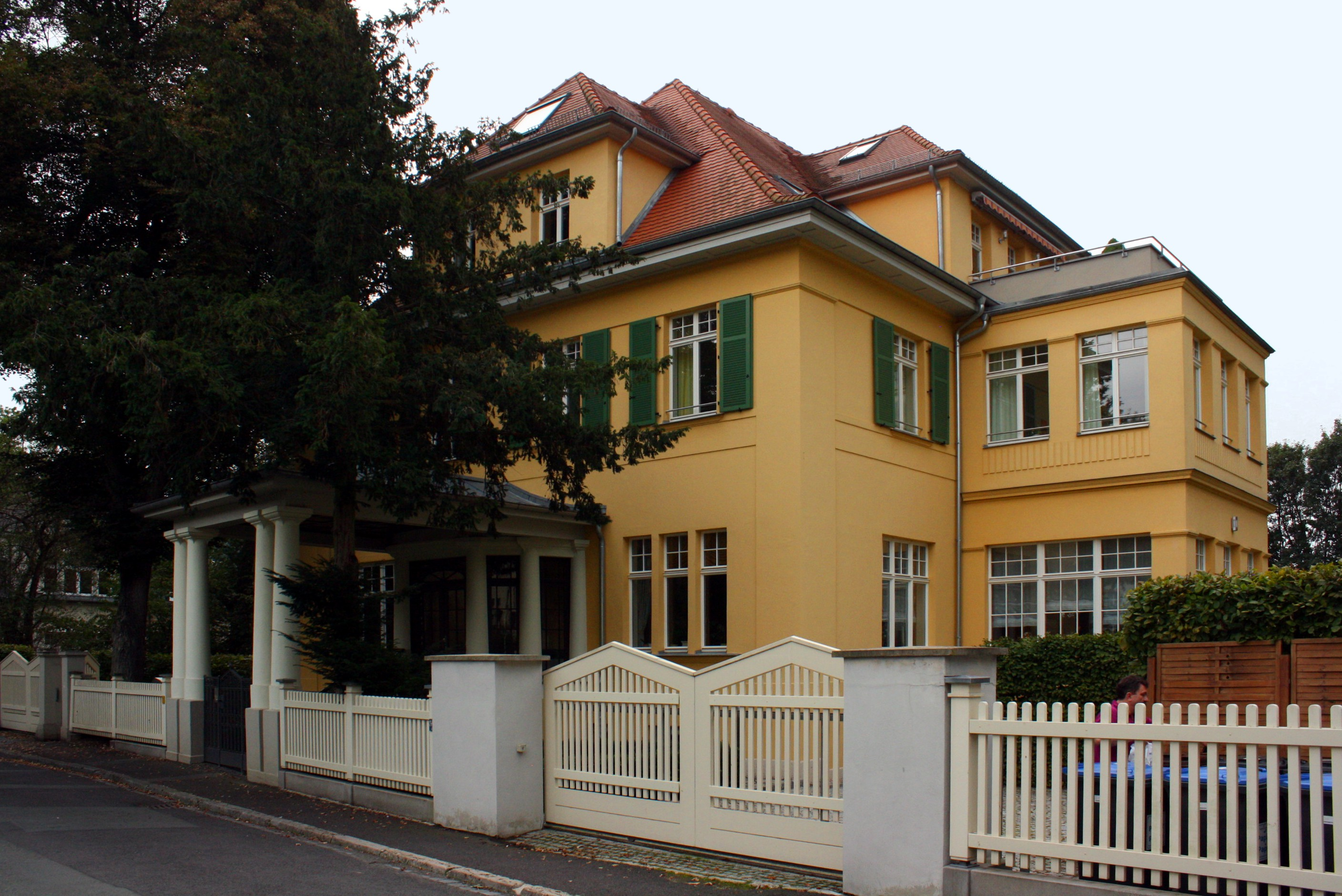
Kantstraße 1
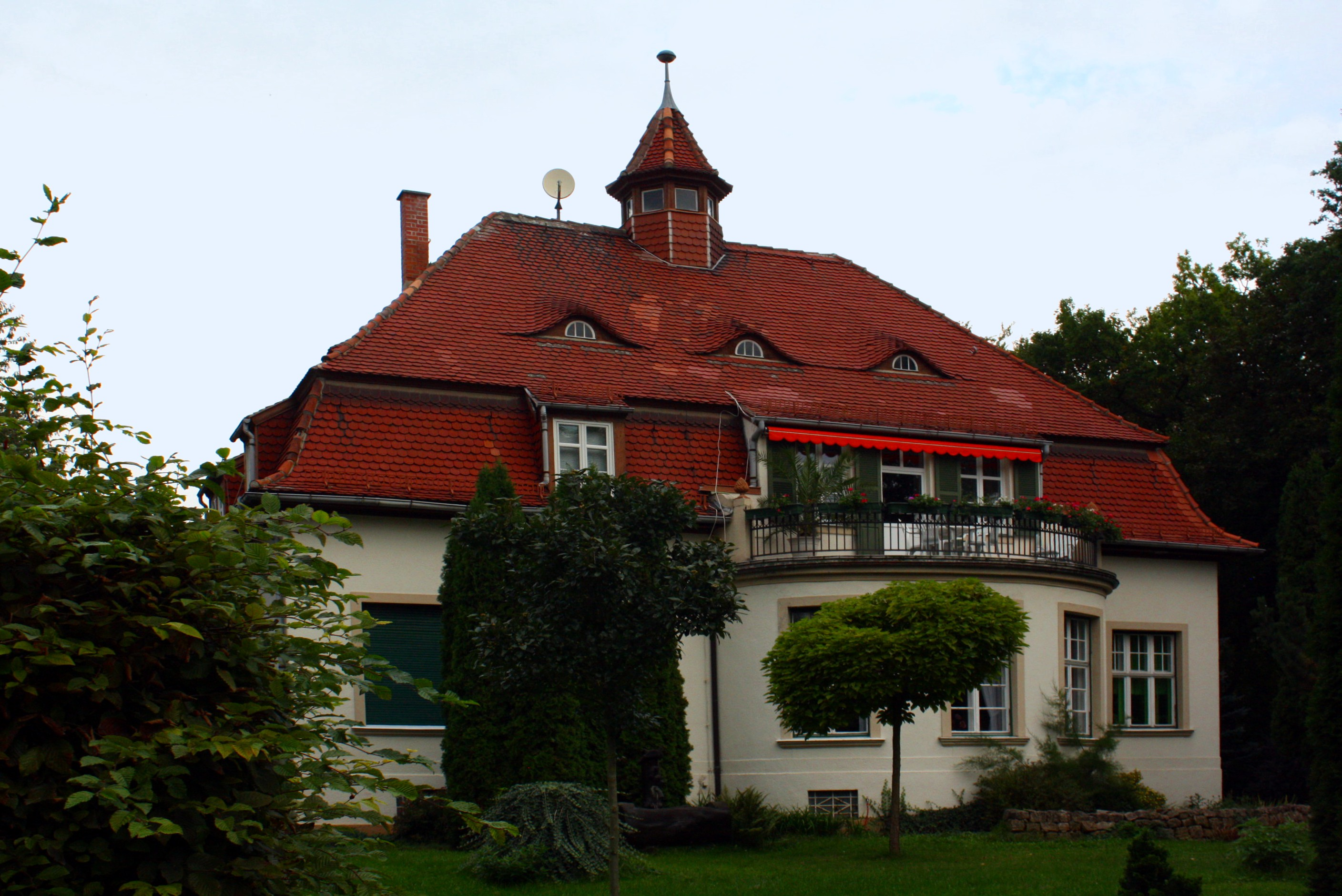
Kantstraße 2
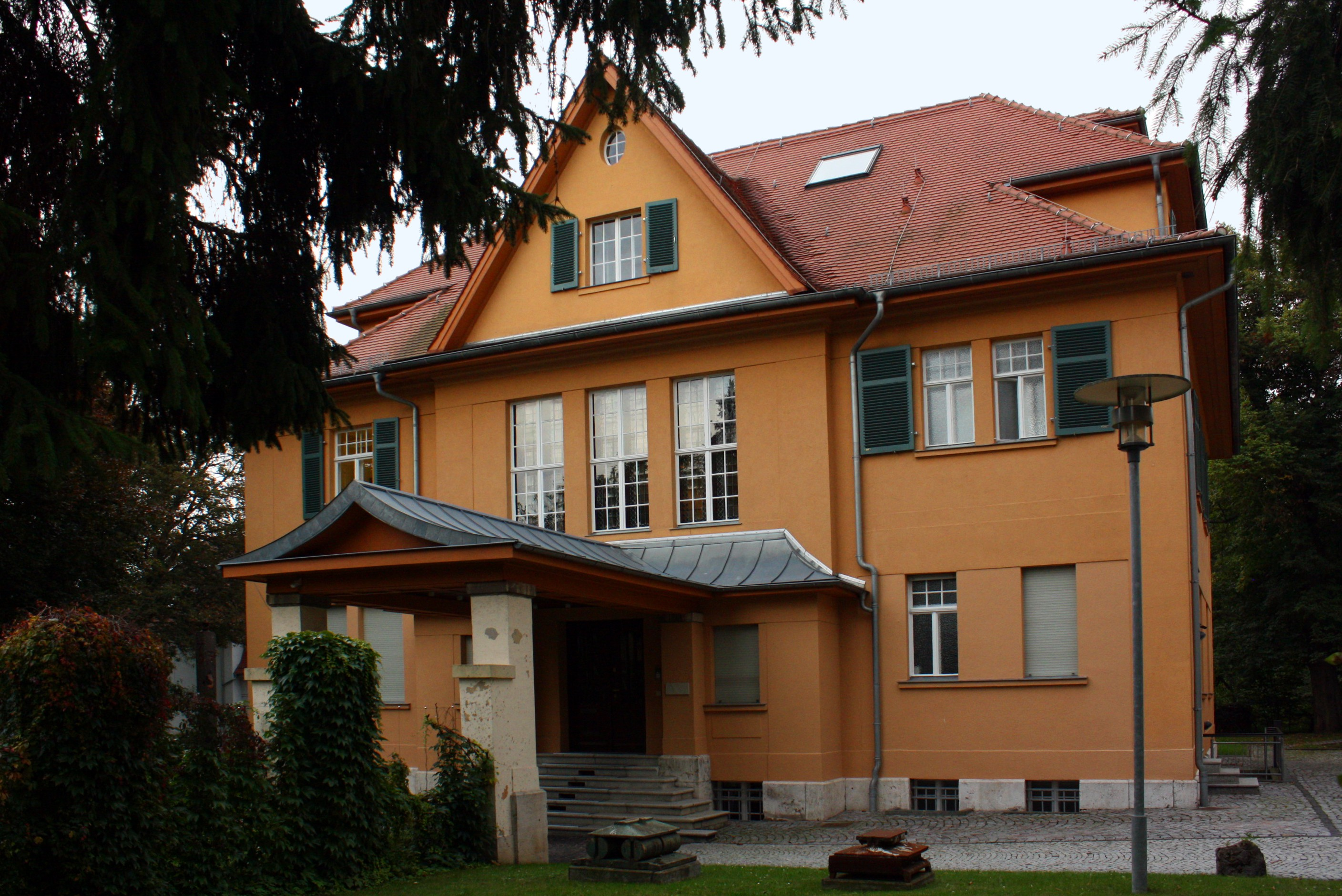
Kantstraße 5
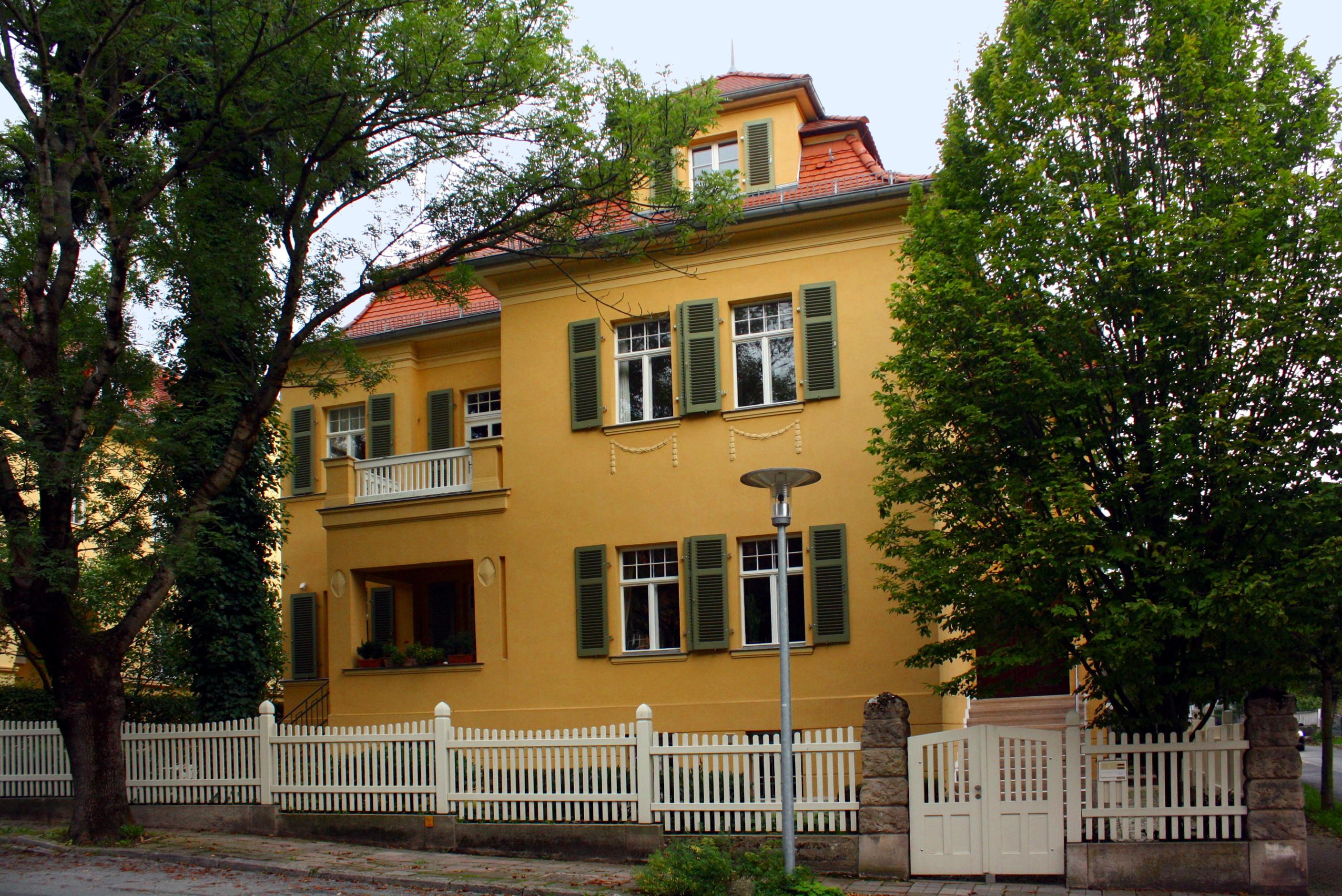
Kantstraße 10
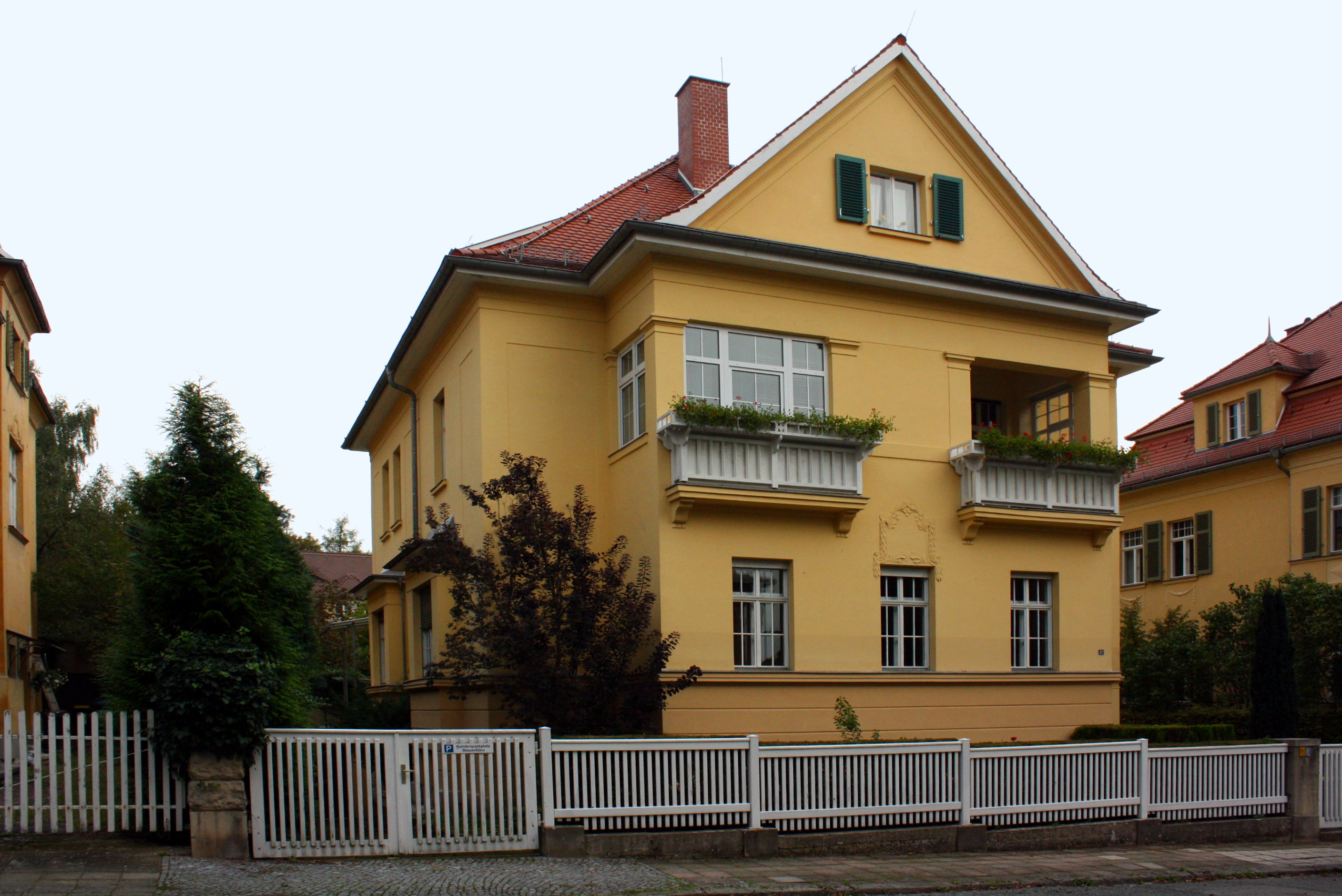
Kantstraße 12
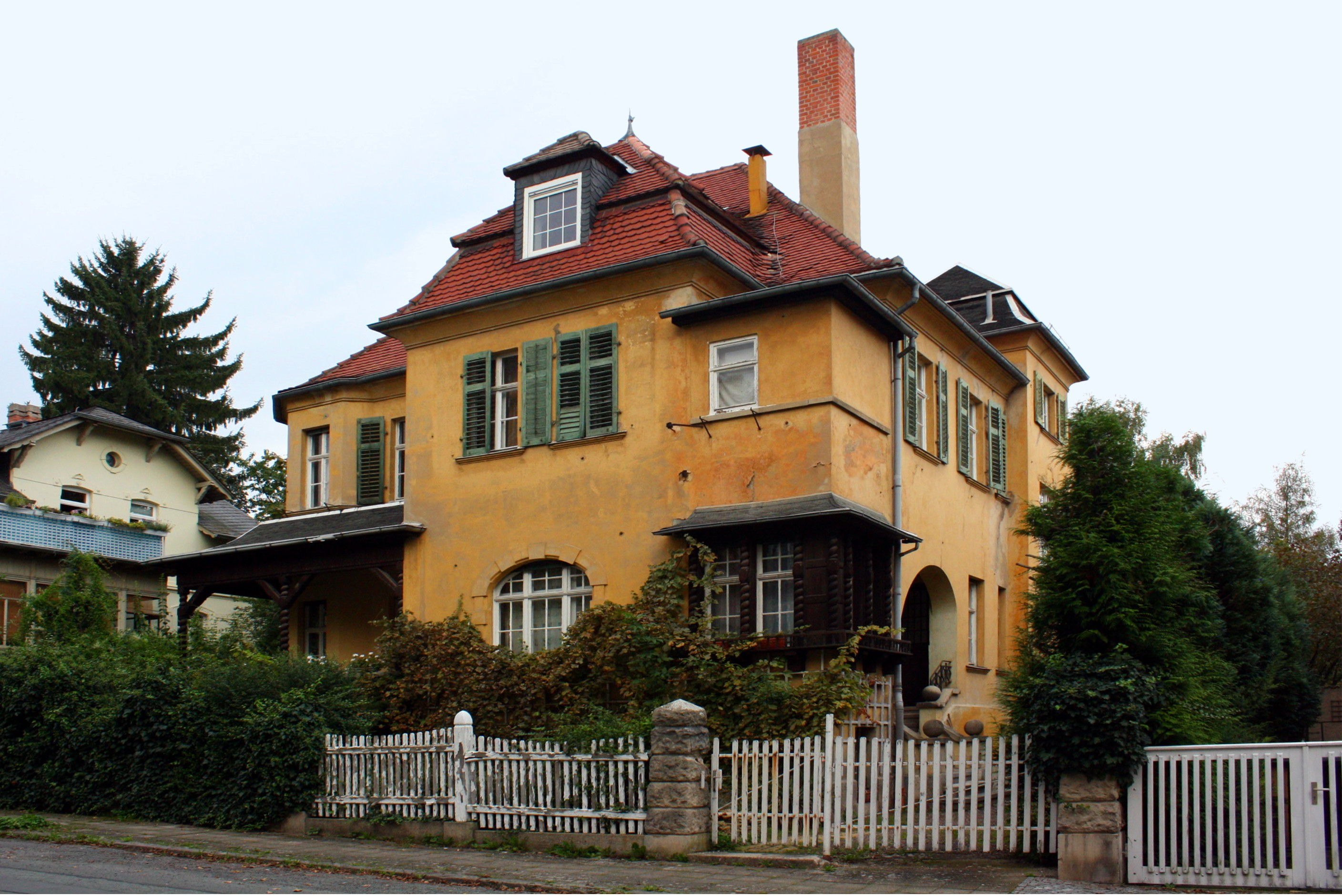
Kantstraße 14